# Kobyłka
Kobyłka este un oraș în Polonia. În 2015 avea 21550 de locuitori.